# دوري كرة القدم الأوكراني الدرجة الثانية 2018–19
دوري كرة القدم الأوكراني الدرجة الثانية 2018–19 هو موسم من دوري كرة القدم الأوكراني الدرجة الثانية ‏. فاز فيه كريمين كريمنشوك ‏.